# Gustav Lexau
Gustav Lexau (* 19. Jahrhundert; † 20. Jahrhundert) war ein deutscher Wasserballspieler.

## Biografie
Im Reichsausschuss für die Olympischen Spiele machte sich der Präsident des Deutschen Schwimm-Verbands Georg Hax für die Wassersportler bei den Olympischen Sommerspielen 1900 in Paris stark. Jedoch verteilte der Generalsekretär Gebhardt die Gelder überwiegend an die Turner, somit stellte sich das Teilnehmerfeld im Schwimmen schnell zusammen. Auf die Ausschreibung von Hax für eine deutsche Mannschaft bei den Spielen meldete sich lediglich der SC Otter aus Berlin. Da Hax jedoch wusste, dass dieser wenig Chancen hätte, holte er sich die Erlaubnis ein, eine Auswahlmannschaft zu entsenden. Dabei wollte er ein bis zwei gute Schwimmer in die Mannschaft integrieren. Einen Monat vor den Spielen kam es jedoch zum Spielabbruch eines Spiels des SC Otter, nachdem die Spieler beleidigend gegenüber dem Schiedsrichter geworden waren. Der Verband wollte diese Mannschaft nicht als deutsche Vertretung nach Paris entsenden.
In kurzer Zeit stellte Georg Hax nun eine Auswahlmannschaft zusammen, in der er selbst als Mannschaftskapitän und Torhüter mitwirkte. Dies war somit die Geburtsstunde der deutschen Wasserballnationalmannschaft. Gustav Lexau war als einziger des Altonaer Sportverein von 1896 Teil der Mannschaft, die restlichen Spieler kamen größtenteils aus Berlin. Zudem wurde die Mannschaft mit den Schwimmern Max Hainle aus Stuttgart, dem Bremer Ernst Hoppenberg und Hans Aniol, der ebenfalls aus Berlin kam, verstärkt. Alle drei traten zudem bei den Schwimmwettkämpfen an. Im Viertelfinale spielte die Mannschaft gegen die Pupilles de Neptune aus Lille. Zur Halbzeit lagen die Franzosen bereits 3:0 in Führung, da die Deutschen Schwierigkeiten hatten mit den internationalen Regeln zurechtzukommen. Doch in der zweiten Hälfte schaffte die Mannschaft immerhin noch zwei Tore, unterlag dennoch mit 2:3.